# Lifeline
"Lifeline" är den andra singeln av den nyzeeländska sångerskan Brooke Fraser. Singeln släpptes den 9 november 2003 som den andra singeln från hennes debutalbum What to Do with Daylight. Den släpptes internationellt den 14 januari 2004.
Låten debuterade på plats 38 på den nyzeeländska singellistan den 16 november 2003 och låg som bäst på plats 7 i två veckor i rad mellan den 21 december och den 18 januari följande år. Den tillbringade totalt 20 veckor på listan. Nästa singel från albumet blev låten "Saving the World".

## Listplaceringar
| Lista (2003-2004) | Topplacering |
| ----------------- | ------------ |
| Nya Zeeland       | 7            |